# کلارک پیترس
کلارک پیترس (انگلیسی: Clarke Peters؛ زادهٔ ۷ آوریل ۱۹۵۲) یک هنرپیشه، و نویسنده اهل ایالات متحده آمریکا است.
از فیلم‌ها یا برنامه‌های تلویزیونی که وی در آن نقش داشته‌است می‌توان به مونا لیزا، در جستجوی سانی، فریدم لند و قطار مرگبار اشاره کرد.